# Dynamo Metal Fest
Dynamo Metal Fest is een Nederlands muziekfestival dat sinds 2015 elke zomer in Eindhoven gehouden wordt. De eerste editie vond plaats op 18 juli 2015, met Arch Enemy als headliner. Het festival wordt georganiseerd door het Eindhovense boekingskantoor Loud Noise, in samenwerking met poppodium Dynamo. Het festival wordt gehouden in het IJssportcentrum in Eindhoven, waar ook voorloper Dynamo Open Air diverse malen plaatsvond.
Voor de eerste editie werd het maximale bezoekersaantal gezet op 5000. Deze editie was uitverkocht, waardoor voor 2016 de capaciteit werd verhoogd naar 10.000 bezoekers. De tweede editie trok rond de 8000 bezoekers. De derde editie was met Gojira en Testament als blikvangers wel weer uitverkocht met 10.000 bezoekers.
De vierde editie vond plaats op 14 juli 2018, waarvoor de Canadese band Annihilator als eerste bevestigd was.
De vijfde editie vond plaats op 19 en 20 juli 2019, waarmee het voor het eerst weer een tweedaags festival werd. 
De zesde editie werd uitgevoerd als een livestream wegens de op dat moment van kracht zijnde maatregelen tegen het Coronavirus en vond plaats op 17 en 18 juli 2020. De zevende editie was weer een tweedaagse editie en werd gehouden op 20 en 21 augustus 2022. De achtste editie wordt gehouden op 19 en 20 augustus 2023 en heeft voor het eerst weer een festivalcamping. 
De openingsact van het festival wordt bepaald middels een wedstrijd die in poppodium Dynamo wordt gehouden.
Sinds 2016 brouwt de Eindhovense brouwerij Van Moll een speciaalbier voor het festival, genaamd 'Langharig Tuig'.

## Programma's en data
| Datum                      | Locatie                    | Optredens | Poster |
| -------------------------- | -------------------------- | --- | ------ |
| 18 juli 2015               | IJssportcentrum, Eindhoven | Alestorm, Arch Enemy, Biohazard, Bodyfarm, Death Angel, Facelifter, Nuclear Assault, Orange Goblin |        |
| 16 juli 2016               | IJssportcentrum, Eindhoven | Anthrax, At the Gates, Audrey Horne, Extremities, Metal Church, Obituary (als vervanger voor Life of Agony) Powerwolf, Sacred Reich, Textures |        |
| 15 juli 2017               | IJssportcentrum, Eindhoven | Devin Townsend Project, Entombed A.D., Exodus, Gojira, Prong, Testament, Toxik, VUUR, White Boy Wasted |        |
| 14 juli 2018               | IJssportcentrum, Eindhoven | Annihilator, Ghost, I Am Morbid, Iron Reagan, Leprous, Ministry, Overkill, VUUR (als vervanger voor Sons Of Apollo), Elephant |        |
| 19 juli en 20 juli 2019    | IJssportcentrum, Eindhoven | Airbourne, Alien Weaponry, Arch Enemy, Armored Saint, Avatar (band), BAEST, Carcass, Eluveitie, Grand Magus, Jungle Rot, Metal Church, Phil Anselmo & the Illegals, Steel Panther, Soulfly, Tribulation |        |
| 17 juli en 18 juli 2020    | Online streaming           | Legion of the Damned, Heidevolk, Martyr, For I Am King, Inferum, Graceless |        |
| 20 en 21 augustus 2022     | IJssportcentrum, Eindhoven | Kreator, Testament, Heaven Shall Burn, Lamb Of God, Candlemass, Exodus, Death Angel, Jinjer, Bay Area Interthrashional, Cannibal Corpse, Cattle Decapitation, Angelus Apatrida, Firewind, Vended, LIK, Urne, Dress The Dead, TankZilla |        |
| 19 en 20 augustus 2023     | IJssportcentrum, Eindhoven | Megadeth, Trivium, Biohazard, Gloryhammer, Prong, Shadow of Intent, Fleddy Melculy, Fuming Mouth, Wind Rose, Drain, Signs of the Swarm, Frozen Soul, Hanabie, Groza, Changing Tides, In Flames, Killswitch Engage, Sepultura, Rudeboy Plays Urban Dance Squad, Obituary, Bleed From Within, Gatecreeper, Warbringer, Pest Control, Brand Of Sacrifice, The Boneless Ones, Cobra the Impaler, Enemy Inside, Extinction A.D., Torn From Oblivion                              |        |
| 16, 17 en 18 augustus 2024 | IJssportcentrum, Eindhoven | Amaranthe (band), Bay Area Interthrashional, Blackbriar, Bodysnatcher, Calva Louise, Carnation (band), Clutch (band), Decapitated, Dimmu Borgir, Dynazty, Eternal Champion, Flotsam & Jetsam, Forbidden (band), Saxon (band), Soen, Toxic Holocaust, Green Lung,Helleruin, Hippotraktor, Igorrr (Gautier Serre), Left to Die, Mental Cruelty, Monochromatic Black, Nakkeknaekker, Nestor, Paleface Swiss, Skindred, Uada, Unto Others, Warkings, Watain, Whitechapel (band) |        |
| 15, 16 en 17 augustus 2025 | IJssportcentrum, Eindhoven | Bark,Celestial Sanctuary, Charlotte Wessels,Conjurer,Dymytry,Fear Factory,Fleshgod Acopalypse,Gojira,Hanabie,Hellripper,I Prevail,Inherited,Kataklysm,Kerry King,Kreator,Kublain Khan Tx,Mastodon,Maywiza,Ministry,Nailbomb,Ne Obliviscaris,Obituary,Opeth,Paradise Lost,Pothamus (band),Rivers Of Nihil,Sirenia, Static-X,Terrifier,Thrown,Within Temptation ,Wraith |        |